# لورينزو سيجاربي
لورينزو سيجاربي (بالإيطالية: Lorenzo Sgarbi)‏ هو لاعب كرة قدم إيطالي في مركز الهجوم، ولد في 24 مارس 2001 في بلسانة في إيطاليا.

## وصلات خارجية
- لورينزو سيجاربي على موقع قاعدة بيانات كرة القدم.إي يو (الإنجليزية)
- لورينزو سيجاربي على موقع Soccerway.com (الإنجليزية)
- لورينزو سيجاربي على موقع عالم كرة القدم.نت (الإنجليزية)